# Lima (déesse)
Pour les articles homonymes, voir Lima (homonymie).
Selon Arnobe, un écrivain latin chrétien du IIIe siècle, Lima est la divinité des seuils qu'elle protège. Elle est le pendant féminin de Limentinus. Elle fait partie des di indigetes.

## Source(s)
1. ↑  Abrégé de la mythologie universelle ou dictionnaire de la fable